# Rubropsichia
Rubropsichia (лат.) — род бабочек-листовёрток из подсемейства Tortricinae. 4 вида.

## Распространение
Неотропика.

## Описание
Мелкие бабочки-листовёртки (размах крыльев около 2 см), сходные с Mictopsichia; гениталии самцов с похожими тегуменами, винкулумом и эдеагусом, но Rubropsichia с латеральным гнатосом, соции сливаются друг с другом в грибовидную структуру с густой щетиной. Ункус короткий, широкий, скрытый социями. Сигнум поперечный. Жилкование и фации как у Mictopsichia. Голова типичная для листовёрток подсемейства; губные щупики короткие, обычно около 1,5 мм. Переднее крыло широкое, с серповидной вершиной и выемчатой терменой. Основной цвет оранжевый; узор, состоящий из остатков элементов, характерных для тортрицин, с плотным сетчатым узором и голубоватыми рефракционными отметинами.

## Систематика
4 вида. Род был впервые выделен в 2009 году с включением в него как новых видов, так и одного вида из состава рода Mictopsichia. Включён в состав родовой группы Mictopsichia group (Chamaepsichia, Compsocommosis, Mictocommosis, Mictopsichia, Nexosa, Rubropsichia) в составе трибы Archipini. Этот род и Chamaepsichia тесно связаны с Mictopsichia, но являются более развитыми.
Проксимальная перепончатая часть вальвы, напоминающая базальную полость Olethreutinae, лишена субмедианного пояса, гнатос представлен слабыми боковыми ветвями, не полностью соединёнными, транстилла в двух родах очень похожа, палочковидная с большими боковыми долями, и сигнум поясообразный, поперечный. В окраске они сохранили апикальные отметины на заднем крыле, но у них атрофированы анальные отметины на заднем крыле.
- Rubropsichia brasiliana Razowski, 2009 — Бразилия
- Rubropsichia fuesliniana (Stoll, in Cramer, 1781) — Венесуэла, Суринам
- Rubropsichia kartaboana Razowski, 2011 — Гайана (Британская Гвиана)
- Rubropsichia santaremana Razowski, 2009 — Бразилия, Гренада